# Sirobabîne, Lebedîn
Sirobabîne (în ucraineană Сіробабине) este un sat în comuna Holubivka din raionul Lebedîn, regiunea Sumî, Ucraina.

## Demografie
Componența lingvistică a localității Sirobabîne
     Ucraineană (95,54%)
     Rusă (2,68%)
     Alte limbi (0,89%)
Conform recensământului din 2001, majoritatea populației localității Sirobabîne era vorbitoare de ucraineană (95,54%), existând în minoritate și vorbitori de rusă (2,68%).